# Suzuki Splash
Suzuki Splash (type EXB22 og EXB32) er en mikrobil, som ligesom sin forgænger Suzuki Wagon R+ deler platform og teknik med Opel Agila. Efter at bilen blev præsenteret på Frankfurt Motor Show 2007, kom den på markedet i april 2008. Førhen var en prototype med samme navn blevet vist på Paris Motor Show 2006. Splash bygges sammen med Opel Agila af Magyar Suzuki Zrt. i Esztergom, Ungarn.
Splash, som kun findes som femdørs, findes med tre forskellige motorer: To benzinmotorer fra Suzuki selv og en commonrail-dieselmotor med partikelfilter udviklet i joint venture med General Motors og Fiat og bygget af Suzuki i Indien.
Bagagerummet kan rumme mellem 178 og 1050 liter, og vendekredsen er 9,4 meter.
| Model         | Cylindre | Ventiler | Slagvolume cm³ | Max. effekt kW (hk) / omdr. | Max. drejningsmoment Nm / omdr. | 0-100 km/t sek. | Topfart km/t | Byggeår     |
| ------------- | -------- | -------- | -------------- | --------------------------- | ------------------------------- | --------------- | ------------ | ----------- |
| Benzinmotorer |          |          |                |                             |                                 |                 |              |             |
| 1.0           | 3        | 12       | 996            | 48 (65) / 6000              | 90 / 4800                       | 14,7            | 160          | 2008 − 2010 |
| 1.0           | 3        | 12       | 996            | 50 (68) / 6000              | 90 / 4800                       | 14,7            | 160          | 2010 −      |
| 1.2           | 4        | 16       | 1242           | 63 (86) / 5500              | 114 / 4400                      | 12,3            | 175          | 2008 − 2010 |
| 1.2           | 4        | 16       | 1242           | 69 (94) / 6000              | 118 / 4800                      | 12,0            | 175          | 2010 −      |
| Dieselmotorer |          |          |                |                             |                                 |                 |              |             |
| 1.3 DDiS      | 4        | 16       | 1248           | 55 (75) / 4000              | 190 / 1750 − 2250               | 13,9            | 165          | 2008 − 2010 |

Uden merpris findes Splash kun med to udvendige farver (hvid og rød). Metallak koster 4.000 kr. ekstra − yderligere ekstraudstyr findes på grund af en rationel produktion kun i versionerne "Club" og "Comfort":
- Basic-modellen har blandt andet fire airbags (to front- og to sideairbags), højdejusterbart rat samt fører- og forreste passagersæde, servostyring, el-ruder foran, udelt fremklappeligt bagsæderyglæn, radioforberedelse med tagantenne og fire højttalere samt centrallåsesystem med fjernbetjening.
- Club-modellen har derudover to gardinairbags som går helt om til bagsædet, elektronisk stabilitetsprogram (ESP) med frakoblelig antispinregulering (TCSS, Traction Control Support System), el-justerbare og -opvarmelige sidespejle, på DDiS (diesel) sædevarme foran, 60:40 fremklappeligt bagsæderyglæn og klimaanlæg med pollenfilter (fra 2010 læderrat, radio og sædevarme).
- Comfort-modellen har derudover også tågeforlygter, læderrat, sædevarme foran (også med benzinmotor), 15" alufælge og cd-afspiller med ratbetjening (frem til 2010, derefter kun som Basic eller Club).

- Bagfra
- Interiør
- Splash Concept-Car
- Bagfra

Selv om Splash først kom på markedet i foråret 2008, blev såvel Splash som den identiske Opel Agila i slutningen af juni 2008 kaldt tilbage til værkstederne, da passagerairbagen ved en kollision muligvis ikke udløstes korrekt.
Siden juli 2010 leverer det tyske German E Cars Splash som elbil.
I 2012 gennemgik Splash et let facelift, som indeholdt en større kølergrill, en afrundet motorhjelm samt nydesignede fatninger til tågeforlygterne. Bagpå blev luftudtagene integreret i kofangeren.

## Sikkerhed
Modellen blev i 2008 kollisionstestet af Euro NCAP med et resultat på fire stjerner ud af fem mulige.